# Volvo B7F
Volvo B7F y Volvo B7FA fue una serie de chasis de autobús con motor delantero producido por el fabricante sueco Volvo desde 1978. Mientras que el B7FA era un chasis con motor delantero más convencional, el B7F tenía el motor montado en la parte superior del eje delantero, dando a los autobuses muy poco voladizo delantero.
Los modelos no se sabe que han estado disponibles en Europa, pero al menos podrían ser encontrados en América Latina, Nueva Zelanda y Sudáfrica.

## Volvo B270F
Puede que no haya una continuidad completa de nuevo a los viejos modelos B7F, pero en la planta de Curitiba, Brasil, Volvo actualmente está para fabricar el motor delantero Volvo B270F para el mercado latinoamericano. Una construcción bastante simple con ballestas y un motor de 7,2 litros.
- Datos: Q18541467
- Multimedia: Volvo B7F / Q18541467